# Monts Bitterroot
Pour les articles homonymes, voir Bitterroot (homonymie).
Les monts Bitterroot sont une chaîne de montagnes des montagnes Rocheuses située à la frontière entre les États de l'Idaho et du Montana aux États-Unis. Le point culminant est le pic Trapper (en) avec 3 096 m d'altitude.
Le nom Bitterroot, qui signifie en anglais « racine amère », provient de la plante Lewisia rediviva dont les racines étaient consommés par les Amérindiens de la région.
Les monts Bitterroot ont été franchis par les membres de l'expédition Lewis et Clark en 1805 et 1806 et constituent l'une des  parties les plus ardues de l'expédition.